# Burgruine Lomersheim
Die Burgruine Lomersheim, auch Rotenburg oder Burgstumpen Lomersheim genannt, ist die Ruine einer Spornburg auf einem nach Südwesten gerichteten 230 m ü. NN hohen Sporn des nördlichen Enztalhanges oberhalb des Ortsteils Lomersheim (Turmstraße-Burggraben) der Gemeinde Mühlacker im Enzkreis in Baden-Württemberg.
Die Burg wurde etwa im 11. bis 12. Jahrhundert von den 1147 bis 1634 bezeugten Herren von Lomersheim, die Gefolgsleute der Grafen von Vaihingen waren, erbaut. Die Burg wurde 1525 im Bauernkrieg zerstört und der Turm 1817 gesprengt. Heute zeigt die Burgruine noch den Stumpf des Wohnturms und Mauerreste der Schenkelmauern zum Dorf hinunter.

Hinweistafel an der Ruine